# Lubomír Korhoň
Lubomír Korhoň (ur. 6 grudnia 1978 w Ołomuńcu) – czeski hokeista.

## Kariera
- Czechy U-18 (1995-1996)
- HC Ołomuniec (1996-1997)
- HC Zlín (1999-2000)
- HC Hawierzów (2000-2002)
- Ilves (2002)
- HV71 (2002-2003)
- Bílí tygři Liberec (2003-2004)
- HC Pardubice (2004-2006)
  -  HC Oceláři Trzyniec (2004)
  -  HC Hradec Králové (2004)
- HC Oceláři Trzyniec (2006-2008)
- HC Vítkovice (2008-2009)
- HC Kometa Brno (2009-2010)
  -  HC Ołomuniec (2010)
  -  Ciarko KH Sanok (2010)
- HK Nitra (2010-2011)
- EHC Basel (2011-2012)
- HC Prostějov (2012)
- Sheffield Steeldogs (2012-2016)
- LHK Jestřábi Prostějov (2016)
- Telford Tigers (2016-2017)
- HC Unicov (2017-2018)
- Hull Pirates (2018-2019)

Wychowanek klubu HC Ołomuniec w rodzinnym mieście. Od listopada do grudnia 2010 był przez miesiąc zawodnikiem Ciarko KH Sanok, zastępując zawieszonego rodaka Martina Vozdeckýego. Następnie zawodnik HK Nitra. Od grudnia 2011 do stycznia 2012 był zawodnikiem szwajcarskiego klubu EHC Basel. W listopadzie 2012 został zawodnikiem angielskiego klubu Sheffield Steeldogs, występującego w drugiej klasy rozgrywkowej w Wielkiej Brytanii - English Premier Ice Hockey League (EPIHL), a po sezonie w maju 2013 przedłużył kontrakt o dwa lata. Odszedł z klubu po sezonie 2015/2016. Od maja 2016 ponownie zawodnik LHK Jestřábi Prostějov. Od grudnia 2016 był zawodnikiem zespołu Telford Tigers w EPIHL. W listopadzie 2017 został graczem HC Unicov. W grudniu 2018 został hokeistą angielskiej drużyny Hull Pirates w lidze NIHL. Po sezonie 2018/2019 odszedł z klubu.
W trakcie kariery zawodnik często określany pseudonimem Korhy.
Uprawia również hokej na rolkach.

## Sukcesy
Klubowe
- Złoty medal mistrzostw Czech: 2005 z HC Pardubice
- Złoty medal English Premier Ice Hockey League: 2017 z Telford Tigers

Indywidualne
- EPIHL (2013/2014):
  - Pierwsze miejsce w klasyfikacji strzelców w sezonie zasadniczym: 50 goli
  - Pierwszy skład gwiazd